# Viktor Lisitsky
Viktor Nikitovitch Lisitsky (en russe : Виктор Никитович Лисицкий, Viktor Nikitovitch Lissitsky), né le 18 octobre 1939 à Magnitogorsk (république socialiste fédérative soviétique de Russie, URSS) et mort le 13 juin 2023 à Moscou (Russie), est un gymnaste soviétique.

## Palmarès

### Jeux olympiques
- Tokyo 1964
  -  médaille d'argent par équipes
  -  médaille d'argent au concours général individuel
  -  médaille d'argent au sol
  -  médaille d'argent au saut de cheval

- Mexico 1968
  -  médaille d'argent par équipes

### Championnats du monde
- Prague 1962
  -  médaille d'argent par équipes

- Ljubljana 1970
  -  médaille d'argent par équipes

### Championnats d'Europe
- Anvers 1965
  -  médaille d'or au cheval d'arçons
  -  médaille d'or aux anneaux
  -  médaille d'or au saut de cheval
  -  médaille d'argent au concours général individuel
  -  médaille d'argent au sol
  -  médaille d'argent à la barre fixe

- Tampere 1967
  -  médaille d'or aux anneaux
  -  médaille d'or au saut de cheval
  -  médaille d'or à la barre fixe
  -  médaille d'argent au concours général individuel

- Varsovie 1969
  -  médaille d'or à la barre fixe
  -  médaille d'argent au sol